# Piz Julier
Le piz Julier ou piz Güglia est un sommet de la chaîne de l'Albula en Suisse.

## Géographie
Culminant à 3 380 m d'altitude, il se situe en Haute-Engadine. Au sud-est se trouve le piz Albana. Son accès est possible par l'Alp Güglia (2 161 m) ou par le village de Champfer.